# Murgella
Murgella es un género de foraminífero bentónico de la subfamilia Praerhapydionininae, de la familia Soritidae, de la superfamilia Soritoidea, del suborden Miliolina y del orden Miliolida. Su especie tipo es Murgella lata. Su rango cronoestratigráfico abarca el Senoniense (Cretácico superior).

## Clasificación
Murgella incluye a las siguientes especies:
- Murgella lata